# 셀리게르스카야역
셀리게르스카야역(러시아어: Селигерская)은 모스크바 지하철 류블린스코 드미트롭스카야 선의 역이다. 베쿠다 지역에 위치한 이 역은 칼리닌 전선군이 모스크바 공방전에서 독일군과 싸우고 있는 셀리게르 호수에서 활약한 독일군의 이름을 따서 지어졌다. 2018년 3월 22일에 개장했다.

## 역사
2018년 1월 9일에 준공을 하였고, 2018년 3월 22일부터 영업을 시작하였다.

## 지리
코로빈스코예 고속도로와 드미트로프스코예 고속도로의 교차점과 가깝다.